# 3-甲氧基-4,5-亚甲二氧基苯乙胺
3-甲氧基-4,5-亚甲二氧基苯乙胺，简称MMDPEA是取代亚甲二氧基苯乙胺类的迷幻药和放心药药物。它是MMDA的α-脱甲基化类似物，也和麦司卡林紧密相关。
亚历山大·舒尔金最初认为3-甲氧基-4,5-亚甲二氧基苯乙胺可能是乌羽玉（Lophophora williamsii）的天然成分，因为它是已知存在于这种仙人掌物种中的几种四氢异喹啉生物合成唯一合乎逻辑的中间体。随后，3-甲氧基-4,5-亚甲二氧基苯乙胺确实被证明是乌羽玉和Echinopsis pachanoi的次要成分。
舒尔金报告说，3-甲氧基-4,5-亚甲二氧基苯乙胺在150至250毫克的剂量范围内具有活性。他指出，在这些剂量下，3-甲氧基-4,5-亚甲二氧基苯乙胺在作用上与麦司卡林有一些相似之处，产生平静的情绪提升、欣快感和视觉感知的轻度增强，但没有产生闭眼心像。舒尔金还指出（与麦司卡林相比），3-甲氧基-4,5-亚甲二氧基苯乙胺不会引起恶心。